# Список епізодів телесеріалу «Шерлок»
У цій статті наведено список епізодів британського телесеріалу «Шерлок». Сюжет ґрунтується на творах  Артура Конан Дойля про Шерлока Голмса, але події відбуваються в теперішньому часі. В Україні серіал транслювався на телеканалі 1+1..

## Огляд сезонів
| Сезон | Епізоди | Епізоди | Оригінальний показ | Оригінальний показ |
| Сезон | Епізоди | Епізоди | Перший показ       | Останній показ     |
| ----- | ------- | ------- | ------------------ | ------------------ |
| 1     | 3       | 3       | 25 липня 2010      | 8 серпня 2010      |
| 2     | 3       | 3       | 1 січня 2012       | 15 січня 2012      |
| 3     | 3       | 3       | 1 січня 2014       | 12 січня 2014      |
| S     | S       | S       | 1 січня 2016       | 1 січня 2016       |
| 4     | 3       | 3       | 1 січня 2017       | 15 січня 2017      |

## Список серій

### Сезон 1
| № серії | Назва                                            | Дата показу у Великій Британії |
| --- | ------------------------------------------------ | ------------------------------ |
| 1 | «Етюд у рожевих тонах (англ. «A Study in Pink»)» | 25 липня 2010 року             |
| Військовий лікар Джон Ватсон, ветеран війни в Афганістані, повертається в Лондон, де зустрічається зі своїм старим другом, який знайомить Ватсона з Шерлоком Холмсом. Холмс одразу вражає доктора своїми здібностями до аналізу і дедукції. Разом вони намагаються розплутати діло з трьома смертями. Поліція вважає ці випадки самогубствами, але Шерлок впевнений, що зустрівся з справою рук серійного вбивці, хоча ніяких доказів немає. Коли знаходять четверту жертву, Холмс має достатньо доказів щоб зловити злочинця, але несподівано сам стає підозрюваним і навіть може загинути від рук справжнього вбивці. Серія за мотивами роману "Етюд у багряних тонах". |                                                  |                                |
| 2 | «Сліпий банкір (англ. «The Blind Banker»)»       | 1 серпня 2010 року             |
| Цього разу друг-банкір просить Холмса взятися за дивну історію, в результаті якої у зачиненій кімнаті банку з'явилися дивні символи. Все ніби-то просто. Але коли Шерлок знаходить застреленим одного з працівників банку, виявляється що за цим всім захована контрабанда древніх реліквій з Китаю до Лондона. А дізнавшись, що був застрелений відомий журналіст, який часто відвідував Китай, Холмс вже просто впевнений, що все розгадано. Але хто ж вбивця? Серія за мотивами творів "Знак чотирьох", " Долина жаху " та "Чоловічки в танці". |                                                  |                                |
| 3 | «Велика гра (англ. «The Great Game»)»            | 8 серпня 2010 року             |
| Навпроти квартири Холмса і Ватсона відбувається вибух. А через деякий час невідомий терорист починає жахливу гру з Шерлоком. Цього разу аби врятувати людей детективу потрібно розгадати загадки. Хто вбив 20 років тому підлітка під час змагань і як? Хто вбив відому телеведучу? Як довести, що картина вартістю в 30 мільйонів підробка? Адже якщо Холмс і Ватсон не впораються, вибухи продовжаться. Нарешті Шерлок побачить свого ворога Джима Моріарті, але чи врятується він? Серія за мотивами повістей "Креслення Брюса-Партінґтона" та "Остання справа Голмса".                                                                                                |                                                  |                                |

### Сезон 2
| № серії | Назва                                                    | Дата показу у Великій Британії |
| --- | -------------------------------------------------------- | ------------------------------ |
| 4 | «Скандал у Белгравії (англ. «A Scandal in Belgravia»)»   | 1 січня 2012 року              |
| Холмс і доктор Ватсон розслідують випадок шантажу, що ставить під загрозу найвідомішу сім'ю в Англії. Вони знаходять зв'язки з міжнаціональними терористами, вигнанцями з агентів ЦРУ та змову з Британським урядом. Шерлок вступає у розумовий поєдинок з Ірен Адлер — жінкою такою ж безжалісною,блискучою та сексуальною, як і він сам. Серія за мотивами "Скандал у Богемії" |                                                          |                                |
| 5 | «Собаки Баскервіля (англ. «The Hounds of Baskerville»)»  | 8 січня 2012 року              |
| До Шерлока та Джона звертається такий собі Генрі Найт, людина, яка страждає від спогадів про смерть свого батька, якого вбив монстр «хаунд» двадцять років тому. Досліджуючи улоговину Дюара, де найчастіше бачили звіра, і таємничий Баскервільський центр досліджень, лабораторію в Далтморі, Холмс і Ватсон розкривають змову, учасником якої є один з вчених з Баскервіля, доктор Франкленд, який продовжував роботу над скасованим американським проектом Х.А.У.Н.Д. Серія за мотивами "Собака Баскервілів" і "Нога диявола"                           |                                                          |                                |
| 6 | «Рейхенбахський водоспад (англ. «The Reichenbach Fall»)» | 15 січня 2012 року             |
| Давній противник Холмса Джим Моріарті проникає в Лондонський Тауер, де виставлені коштовності англійської корони, нейтралізує охорону і розбиває вітрину. Поліцейські знаходять його сидячим на троні в королівській короні. В цей же час Холмс отримує від Моріарті повідомлення: «Виходь — пограємо». Над злочинцем має відбутися суд, на якому Холмс буде виступати свідком. Під час їхньої фінальної зустрічі Моріарті вбиває себе, і Шерлоку нічого не лишається як покінчити з собою, щоб врятувати друзів… Серія за мотивами "Остання справа Голмса" |                                                          |                                |

### Сезон 3
| № серії | Назва                                          | Дата показу у Великій Британії |
| --- | ---------------------------------------------- | ------------------------------ |
| 7 | «Порожній катафалк (англ. «The Empty Hearse»)» | 1 січня 2014 року              |
| Події продовжуються за 2 роки після «смерті» Шерлока. Його новим напарником стає Моллі, але ненадовго. Реакція Джона на «воскресіння» Шерлока здається неочікуваною. Але через деякий час друзі миряться і вони готові продовжити свої пригоди. Цього разу вони мають запобігти теракту в Лондоні. У цій серії їхні пригоди відбуваються не в Лондоні, а під ним. Серія за мотивами повісті "Порожній будинок".                       |                                                |                                |
| 8 | «Знак трьох (англ. «The Sign of Three»)»       | 5 січня 2014 року              |
| Події серії відбуваються у день весілля Джона і Мері. Шерлок як дружба має виголосити промову. Але він помічає, що не все йде по маслу... Клубні пригоди Джона і Шерлока допомагають знайти вбивцю, який створив геніальний план вбивства Шолтоу. І маленький сюрприз наприкінці серії: здається Ватсонів вже не двоє, а троє! Серія за мотивами "Знак чотирьох".                                                                     |                                                |                                |
| 9 | «Його остання клятва (англ. «His Last Vow»)»   | 12 січня 2014 року             |
| Серія побудована на несподіваних сюжетних поворотах: Шерлок-наркоман? Мері - колишній кілер? Хто зробив замах на життя Холмса молодшого, і хто його врятував? Шерлок має дівчину? Бридкий бізнесмен Магнусен несе загрозу багатьом людям, і є лише один метод його зупинити. Але найдраматичнішим виявився кінець третього сезону: він переверне всю історію з ніг на голову. Серія за мотивами "Кінець Чарльза Оґастеса Мілвертона". |                                                |                                |

### Спецепізод
| № серії | Назва                                            | Дата показу у Великій Британії |
| --- | ------------------------------------------------ | ------------------------------ |
| 10 | «Бридка наречена (англ. «The Abominable Bride»)» | 1 січня 2016 року              |
| З прийняттям наркотиків Шерлок потрапляє в вікторіанський Лондон XIX-го століття, де йому доведеться розгадати страхітливу справу «нареченої-примари» Емілії Ріколетті, яка спочатку застрелилася на очах у всього міста, а потім вбила свого коханого і зникла. |                                                  |                                |

### Сезон 4
| 11                                                                                             | «Шість Тетчер (англ. «The Six Thatchers»)»         | 1 січня 2017 року  |                |
| Шерлок розслідує, коли хтось послідовно знищує статуї Маргарет Тетчер                          |                                                    |                    |                |
| 12                                                                                             | «Брехливий детектив (англ. «The Lying Detective»)» | 8 січня 2017 року  | Буде оголошено |
| Шерлок протистоїть Калвертону Сміту. Серію значною мірою присвячено взаєминам Шерлока і Джона. |                                                    |                    |                |
| 13                                                                                             | «Остання задача (англ. «The Final Problem»)»       | 15 січня 2017 року |                |
| Остання серія                                                                                  |                                                    |                    |                |